# Guarani de Goiás
Guarani de Goiás är en kommun i Brasilien.   Den ligger i delstaten Goiás, i den östra delen av landet, 260 km nordost om huvudstaden Brasília. Antalet invånare är 4 262.
Omgivningarna runt Guarani de Goiás är huvudsakligen savann. Runt Guarani de Goiás är det mycket glesbefolkat, med 3 invånare per kvadratkilometer.